# Герндт, Александр
Алекса́ндр Клас Ро́бин Герндт (швед. Alexander Clas Robin Gerndt; 14 июля 1986, Висбю, Швеция) — шведский футболист, нападающий швейцарского клуба «Тун». 
Начал карьеру в клубе третьего шведского дивизиона «Висбю Гота». В сезоне 2007 выступал в Аллсвенскан за «АИК». С 2008 по 2011 год играл за клубы высшего дивизиона чемпионата Швеции «Ефле» и «Хельсингборг». В 2011—2013 годах был игроком нидерландского «Утрехта». Цвета «Янг Бойз» защищает с февраля 2013 года.
В составе сборной Швеции игрок с 2010 по 2013 год провёл 8 матчей под эгидой ФИФА. Участник отборочных турниров к чемпионату Европы 2012 и чемпионату мира 2014.

## Карьера

### Клубная

#### Начало карьеры
Александер Герндт родился в городе Висбю на острове Готланд, там же начал заниматься футболом (в клубе «Висбю Гуте»). Дебютировал в главной команде клуба в 2004 году и в первом же матче забил гол в ворота соперника.
Эта игра осталась для форварда единственной в сезоне. По итогам следующего сезона сыграл в третьем шведском дивизионе 39 матчей, в которых забил 9 голов
.
Сезон 2007 Александр Герндт провёл в клубе высшего дивизиона Швеции АИК. Нападающий впервые сыграл за команду 28 апреля в матче чемпионата страны против «Мальмё», заменив в концовке встречи норвежца Берндта Хульскера.
Всего в сезоне форвард провёл за АИК 5 матчей ва чемпионате. 2 августа 2007 года Герндт дебютировал в кубке УЕФА и забил гол в ворота «Гленторана».
В январе 2008 футболист покинул и столичный клуб, и Аллсвенскан, став игроком «Сириуса». В команде из Уппсалы нападающий за первую половину сезона 2008 сыграл 14 матчей и забил 6 голов.

#### «Ефле» и «Хельсингборг»
Летом 2008 года Александр Герндт вернулся в высший дивизион шведского чемпионата, став игроком «Ефле». В новом клубе футболист дебютировал 26 июля 2008 года. В матче против «Гётеборга» нападающий вышел в стартовом составе и по ходу второго тайма уступил место на поле Хансу Берггрену.
В следующем матче — 3 августа — Герндт помог своей команде обыграть «Хальмстад», отдав голевую передачу на Йоханнеса Эрикссона.
Первый гол за «Ефле» Герндт забил в концовке чемпионата Швеции 2009 в ворота «Треллеборга».
По окончании первенства на счету форварда было 3 гола, забитых за полтора года выступлений за команду.
В 2010 году Герндту удалось значительно повысить свою результативность: в 14 матчах он забил 8 голов. Летом 2010 года нападающий стал игроком «Хельсингборга», хотя футболистом интересовался и нидерландский клуб «Херенвен». Нападающий впервые сыграл за «Хельсингборг» 22 июля 2010 года, заменив Эрика Сундина во втором тайме матча с «Хеккеном».
В четвёртом для себя матче за «Хельсингборг» 5 августа 2010 года форвард открыл счёт своих забитых голов за команду, сделав хет-трик.
В 2010 году в составе клуба из Сконе Герндт стал обладателем кубка Швеции, отыграв все 90 минут финального матча.
В чемпионате форвард забил за «Хельсингборг» 12 мячей в 15 сыгранных матчах и стал лучшим бомбардиром чемпионата.
На следующий год Александр Герндт в составе «Хельсингборга» стал чемпионом Швеции и (во второй раз подряд) обладателем национального кубка. После этого состоялся переход футболиста в нидерландский клуб, но не в «Херенвен», а в «Утрехт».

### В сборной
Александр Герндт дебютировал в сборной Швеции 17 ноября 2010 года в товарищеском матче с командой Германии.
В январе 2011 года форвард в составе национальной команды принял участие в товарищеском турнире, проходившем в ЮАР, и отметился там 2 сыгранными матчами и забитым голом в ворота сборной Ботсваны
Матч против Молдавии, состоявшийся 29 марта 2011 года, стал для Герндта первым сыгранным в рамках отборочного турнира к чемпионату Европы 2012. Нападающий вышел на поле в концовке встречи, заменив Юхана Эльмандера.
В ответном матче с командой Молдавии, прошедшем в Кишинёве 3 июня 2011 года, Герндт забил гол в ворота Станислава Намашко.
До конца 2011 года форвард сыграл за сборную ещё 2 товарищеских матча, пока в декабре того же года Шведский футбольный союз не отстранил футболиста от игр за национальную команду за нападение на бывшую жену.
В марте 2013 года главный тренер сборной Швеции Эрик Хамрен предпринял первую попытку вернуть футболиста в команду, вызвав его в состав на матч отборочного турнира к чемпионату мира 2014 с ирландцами. Однако под давлением общественного мнения Герндт принял решение отклонить вызов в сборную.
Осенью 2013 года возвращение Александра Герндта в сборную всё же состоялось. Хамрен вновь вызвал игрока в состав национальной команды, назвав причинами для вызова хорошую форму нападающего и травму Юхана Эльмандера.
В поддержку решения тренера, вызвавшего бурную реакцию в стране, высказался в частности полузащитник Ким Чельстрём.

## Личная жизнь
Александр Герндт разведён.
От брака с Ми осталось двое детей: сын Лео и дочь Лея. В декабре 2011 года форвард был осуждён на выплату штрафа за нападение на бывшую жену и вслед за тем отстранён Шведской футбольной ассоциацией от выступлений за национальную команду (за этот же проступок)

## Достижения
Хельсингборг
- Чемпион Швеции (1): 2011
- Вице-чемпион Швеции (1): 2010
- Обладатель кубка Швеции (2): 2010, 2011
- Лучший бомбардир чемпионата Швеции (1): 2010 (20 голов)

 Янг Бойз
- Вице-чемпион Швейцарии (1): 2014/15

## Статистика
| Матчи Александра Герндта за сборную Швеции | Матчи Александра Герндта за сборную Швеции | Матчи Александра Герндта за сборную Швеции | Матчи Александра Герндта за сборную Швеции | Матчи Александра Герндта за сборную Швеции | Матчи Александра Герндта за сборную Швеции | Матчи Александра Герндта за сборную Швеции |
| ------------------------------------------ | ------------------------------------------ | ------------------------------------------ | ------------------------------------------ | ------------------------------------------ | ------------------------------------------ | ------------------------------------------ |
| №                                          | Дата                                       | Оппонент                                   | Счёт                                       | Голы Герндта                               | Соревнование                               |                                            |
| 1                                          | 17 ноября 2010                             | Германия                                   | 0:0                                        | —                                          | Товарищеский матч                          |                                            |
| 2                                          | 8 февраля 2011                             | Кипр                                       | 2:0                                        | —                                          | Товарищеский матч                          |                                            |
| 3                                          | 29 марта 2011                              | Молдова                                    | 2:1                                        | —                                          | Отборочный матч ЧЕ—2012                    |                                            |
| 4                                          | 3 июня 2011                                | Молдова                                    | 4:1                                        | 1                                          | Отборочный матч ЧЕ—2012                    |                                            |
| 5                                          | 10 августа 2011                            | Украина                                    | 1:0                                        | —                                          | Товарищеский матч                          |                                            |
| 6                                          | 11 ноября 2011                             | Дания                                      | 0:2                                        | —                                          | Товарищеский матч                          |                                            |
| 7                                          | 15 ноября 2013                             | Португалия                                 | 0:1                                        | —                                          | Отборочный матч ЧМ—2014                    |                                            |
| 8                                          | 15 ноября 2013                             | Португалия                                 | 2:3                                        | —                                          | Отборочный матч ЧМ—2014                    |                                            |

Источник: Eu-football.info